# Liste des lieux patrimoniaux du comté de Carleton
Cet article recense les lieux patrimoniaux du comté de Carleton inscrit au répertoire des lieux patrimoniaux du Canada, qu'ils soient de niveau provincial, fédéral ou municipal.

## Liste des lieux patrimoniaux
- Haut – A
- B
- C
- D
- E
- F
- G
- H
- I
- J
- K
- L
- M
- N
- O
- P
- Q
- R
- S
- T
- U
- V
- W
- X
- Y
- Z

| [ 1 ] | Lieu patrimonial                                                         | Illustration                                  | Communauté            | Adresse                           | Coordonnées          | No    | Constr. | Prot.       | Rec.              | Notes |
| ----- | ------------------------------------------------------------------------ | --------------------------------------------- | --------------------- | --------------------------------- | -------------------- | ----- | ------- | ----------- | ----------------- | ----- |
| L     | Allée Meed                                                               | Téléverser                                    | Florenceville-Bristol | Allée Meed                        | 46.47223 -67.58069   | 9672  |         | LHL         | 14 avril 2008     |       |
| L     | Ancienne Église baptiste libre                                           | Téléverser                                    | Florenceville-Bristol | 4710, chemin Juniper              | 46.47133 -67.57537   | 12346 |         | LHL         | 31 mars 2009      |       |
| L     | Bureau du Dr Somerville                                                  | Téléverser                                    | Florenceville-Bristol | 9133, rue Main                    | 46.47035 -67.58349   | 9690  |         | LHL         | 14 avril 2008     |       |
| L     | Église Good Shepherd                                                     | Téléverser                                    | Florenceville-Bristol | 8772, rue Main                    | 46.44051 -67.61723   | 12363 |         | LHL         | 31 mars 2009      |       |
| L     | Immeuble E. R. Marich                                                    | Téléverser                                    | Florenceville-Bristol | 9160, rue Main                    | 46.4703 -67.58158    | 12363 |         | LHL         | 31 mars 2009      |       |
| L     | Maison Andrew et Laura McCain                                            | Téléverser                                    | Florenceville-Bristol | 95, promenade Riverview           | 46.44287 -67.62793   | 12362 |         | LHL         | 31 mars 2009      |       |
| L     | Parc Riverside                                                           | Téléverser                                    | Florenceville-Bristol | 9173, rue Main                    | 46.47137 -67.5813    | 9673  |         | LHL         | 14 avril 2008     |       |
| L     | Pont de Florenceville                                                    | Pont de Florenceville                         | Florenceville-Bristol |                                   | 46.4417 -67.6211     | 12345 |         | LHL         | 31 mars 2009      |       |
| L     | Résidence Somerville                                                     | Téléverser                                    | Florenceville-Bristol | 9129, rue Main                    | 46.47033 -67.58373   | 9691  |         | LHL         | 14 avril 2008     |       |
| L     | Salle communautaire de Florenceville-Bristol                             | Téléverser                                    | Florenceville-Bristol | 8696, rue Main                    | 46.43849 -67.61953   | 12366 |         | LHL         | 31 mars 2009      |       |
| L     | Site du chemin de fer Bristol Shogomoc                                   | Téléverser                                    | Florenceville-Bristol | 9189, rue Main                    | 46.47269 -67.57925   | 9674  |         | LHL         | 14 avril 2008     |       |
| L     | Suites Shamrock                                                          | Téléverser                                    | Florenceville-Bristol | 8, chemin Curtis Hill             | 46.4701 -67.58167    | 9758  |         | LHL         | 14 avril 2008     |       |
| L     | Bibliothèque Dr-Walter-Chestnut                                          | Bibliothèque Dr-Walter-Chestnut               | Hartland              | 395, rue Main                     | 46.29831 -67.52829   | 16385 |         | LHL         | 1er mars 2010     |       |
| L     | Cimetière Orser                                                          | Téléverser                                    | Hartland              | Rue Orser                         | 46.29953 -67.52668   | 16562 |         | LHL         | 21 janvier 2010   |       |
| L     | Église anglicane Holy Trinity                                            | Téléverser                                    | Hartland              | 67, rue Orser                     | 46.30036 -67.52603   | 16391 |         | LHL         | 1er février 2010  |       |
| L     | Église unie du Canada Trinity                                            | Téléverser                                    | Hartland              | 346, rue Main                     | 46.29627 -67.52593   | 16363 |         | LHL         | 14 décembre 2009  |       |
| L     | Fosse à saumon de Hartland                                               | Téléverser                                    | Hartland              | Fleuve Saint-Jean                 | 46.29751 -67.52960   | 16364 |         | LHL         | 24 février 2010   |       |
| L     | Hôtel de ville de Hartland                                               | Téléverser                                    | Hartland              | 31, rue Orser                     | 46.29912 -67.52726   | 16383 |         | LHL         | 18 janvier 2010   |       |
| L     | Maison, bureau et hôpital du Dr Lorne MacIntosh                          | Téléverser                                    | Hartland              | 340, rue Main                     | 46.29597 -67.52554   | 16384 |         | LHL         | 1er février 2010  |       |
| F     | Pont couvert de Hartland                                                 | Pont couvert de Hartland                      | Hartland              |                                   | 46.296667 -67.530278 | 7623  |         | LHN         | 11 novembre 1977  | [ 3 ] |
| P     | Pont couvert de Hartland                                                 | Pont couvert de Hartland                      | Hartland              | 31, rue Main                      | 46.3 -67.53333       | 1330  |         | LPP         | 15 septembre 1999 | [ 4 ] |
| L     | Pont couvert de Hartland                                                 | Pont couvert de Hartland                      | Hartland              |                                   | 46.29686 -67.52951   | 16366 |         | LHL         | 4 mars 2010       | [ 5 ] |
| L     | Salle forestière                                                         | Téléverser                                    | Hartland              | 344, rue Main                     | 46.29614 -67.52581   | 16361 |         | LHL         | 21 janvier 2010   |       |
| P     | Temple Free Baptist à Mineral                                            | Téléverser                                    | Kent                  | 245, chemin Doherty               | 46.58978 -67.59548   | 7756  |         | LPP         | 25 février 2005   |       |
| P     | Église presbytérienne St. David                                          | Téléverser                                    | Richmond              | Route 540                         | 45.96838 -67.71485   | 7757  |         | LPP         | 29 juillet 2004   |       |
| P     | Ancien magasin et taverne d'Upper Woodstock                              | Téléverser                                    | Woodstock (paroisse)  | Route 103                         | 46.17579 -67.57293   | 7820  |         | LPP         | 14 juillet 2006   |       |
| P     | Ancien palais de justice du comté de Carleton                            | Ancien palais de justice du comté de Carleton | Woodstock (paroisse)  | 19, rue Court                     | 46.17581 -67.5756    | 5885  |         | LPP         | 6 juin 1977       |       |
| F     | Village indien de Médoctec / fort Meductic                               | Village indien de Médoctec / fort Meductic    | Woodstock (paroisse)  | Rue Fort Meductic                 | 46.025612 -67.539815 | 14831 |         | LHN         | 4 juin 1924       |       |
| L     | 101, rue St. James                                                       | Téléverser                                    | Woodstock (ville)     | 101, rue St. James                | 46.15669 -67.57401   | 8161  |         | LHL         | 20 juillet 2005   |       |
| L     | 103, rue George                                                          | Téléverser                                    | Woodstock (ville)     | 103, rue George                   | 46.14303 -67.57923   | 5435  |         | LHL         | 7 juillet 2005    |       |
| L     | 105, rue Grover                                                          | Téléverser                                    | Woodstock (ville)     | 105, rue Grover                   | 46.15594 -67.57352   | 5424  |         | LHL         | 27 juin 2005      |       |
| L     | 105, rue Guelph                                                          | Téléverser                                    | Woodstock (ville)     | 105, rue Guelph                   | 46.15391 -67.57208   | 5420  |         | LHL         | 25 juin 2005      |       |
| L     | 106, rue Green                                                           | Téléverser                                    | Woodstock (ville)     | 106, rue Green                    | 46.15156 -67.57580   | 5426  |         | LHL         | 23 juin 2005      |       |
| L     | 110, rue White                                                           | Téléverser                                    | Woodstock (ville)     | 110, rue White                    | 46.15221 -67.58226   | 5317  |         | LHL         | 7 juillet 2005    |       |
| L     | 115, rue Cambridge                                                       | Téléverser                                    | Woodstock (ville)     | 115, rue Cambridge                | 46.15794 -67.57558   | 8640  |         | LHL         | 7 juillet 2006    |       |
| L     | 119, rue Chapel                                                          | Téléverser                                    | Woodstock (ville)     | 119, rue Chapel                   | 46.15178 -67.57549   | 5623  |         | LHL         | 19 juillet 2005   |       |
| L     | 124, rue Connell                                                         | Téléverser                                    | Woodstock (ville)     | 124, rue Connell                  | 46.15069 -67.57471   | 5417  |         | LHL         | 21 juin 2005      |       |
| L     | 129, rue Orange                                                          | Téléverser                                    | Woodstock (ville)     | 129, rue Orange                   | 46.15464 -67.57685   | 5419  |         | LHL         | 30 septembre 2005 |       |
| L     | 139, rue Connell                                                         | Téléverser                                    | Woodstock (ville)     | 139, rue Connell                  | 46.15086 -67.57703   | 8231  |         | LHL         | 1er juin 2005     |       |
| L     | 149, rue Chapel                                                          | 149, rue Chapel                               | Woodstock (ville)     | 149, rue Chapel                   | 46.15278 -67.58008   | 5418  |         | LHL         | 18 juin 2005      |       |
| L     | 153, rue Connell                                                         | Téléverser                                    | Woodstock (ville)     | 153, rue Connell                  | 46.15081 -67.57944   | 5524  |         | LHL         | 27 juin 2005      |       |
| L     | 484, rue Main                                                            | Téléverser                                    | Woodstock (ville)     | 484, rue Main                     | 46.1432 -67.57773    | 5432  |         | LHL         | 12 juillet 2005   |       |
| L     | 623-629, rue Main                                                        | Téléverser                                    | Woodstock (ville)     | 623-629, rue Main                 | 46.14987 -67.57362   | 8576  |         | LHL         | 16 juin 2006      |       |
| L     | 702, rue Main                                                            | Téléverser                                    | Woodstock (ville)     | 702, rue Main                     | 46.15301 -67.57237   | 8573  |         | LHL         | 7 juillet 2006    |       |
| L     | 712, rue Main                                                            | Téléverser                                    | Woodstock (ville)     | 712, rue Main                     | 46.15367 -67.57231   | 5315  |         | LHL         | 15 juin 2005      |       |
| L     | 814, rue Main                                                            | 814, rue Main                                 | Woodstock (ville)     | 814, rue Main                     | 46.16248 -67.57408   | 5433  |         | LHL         | 30 juillet 2005   |       |
| L     | Bibliothèque publique L.-P.-Fisher                                       | Bibliothèque publique L.-P.-Fisher            | Woodstock (ville)     | 679, rue Main                     | 46.1514 -67.57324    | 4943  |         | LHL         | 1er juin 2005     |       |
| L     | Club de golf et curling de Woodstock                                     | Téléverser                                    | Woodstock (ville)     | 132, rue St. Andrews              | 46.15687 -67.58417   | 10276 |         | LHL         | 7 juillet 2006    |       |
| L     | Édifice Capitol                                                          | Téléverser                                    | Woodstock (ville)     | 114, rue Queen                    | 46.1498 -67.57263    | 8613  |         | LHL         | 7 juillet 2006    |       |
| L     | Édifice de la commission scolaire du district 14                         | Téléverser                                    | Woodstock (ville)     | 138, rue Chapel                   | 46.15244 -67.57796   | 8589  |         | LHL         | 1er juillet 2006  |       |
| F     | Édifice du gouvernement du Canada                                        | Édifice du gouvernement du Canada             | Woodstock (ville)     | 680, rue Main                     | à géolocaliser       | 9491  | 1955    | ÉFP reconnu | 1997              |       |
| L     | Église anglicane de St. Luke                                             | Église anglicane de St. Luke                  | Woodstock (ville)     | 104, rue Church                   | 46.15166 -67.57250   | 9916  |         | LHL         | 14 juin 2006      |       |
| L     | Église baptiste unie de Woodstock                                        | Téléverser                                    | Woodstock (ville)     | 694, rue Main                     | 46.15242 -67.57240   | 8572  |         | LHL         | 1er juillet 2006  |       |
| L     | Église unie St. James                                                    | Téléverser                                    | Woodstock (ville)     | 120, rue Chapel                   | 46.15222 -67.57544   | 9764  |         | LHL         | 7 juillet 2006    |       |
| L     | Immeuble Connell                                                         | Téléverser                                    | Woodstock (ville)     | 616-620, rue Main 106, rue Harvey | 46.14957 -67.57332   | 8575  |         | LHL         | 7 juillet 2006    |       |
| L     | Immeuble McLauchlan                                                      | Téléverser                                    | Woodstock (ville)     | 638, rue Main                     | 46.15 -67.57316      | 8577  |         | LHL         | 7 juillet 2006    |       |
| L     | La maison de l'honorable Charles Connell                                 | La maison de l'honorable Charles Connell      | Woodstock (ville)     | 128, rue Connell                  | 46.15087 -67.57517   | 4942  |         | LHL         | 1er juin 2005     | [ 6 ] |
| L     | Maison Bennett                                                           | Téléverser                                    | Woodstock (ville)     | 698, rue Main                     | 46.15279 -67.57240   | 9956  |         | LHL         | 1er juillet 2006  |       |
| F     | Maison Connell                                                           | Maison Connell                                | Woodstock (ville)     | 128, rue Connell                  | 46.151074 -67.575102 | 11969 |         | LHN         | 28 novembre 1975  | [ 7 ] |
| L     | Maison Donaho                                                            | Téléverser                                    | Woodstock (ville)     | 110, rue Elm                      | 46.15539 -67.57419   | 8544  |         | LHL         | 19 juillet 2005   |       |
| P     | Maison du Dr George Frederick Clarke                                     | Téléverser                                    | Woodstock (ville)     | 814, rue Main                     | 46.16246 -67.57412   | 10068 |         | LPP         | 27 octobre 1978   |       |
| L     | Maison du juge Carleton                                                  | Téléverser                                    | Woodstock (ville)     | 117, rue Union                    | 46.14438 -67.57724   | 8503  |         | LHL         | 26 août 2005      |       |
| L     | Maison Slipp                                                             | Téléverser                                    | Woodstock (ville)     | 135, rue Union                    | 46.14342 -67.57887   | 8641  |         | LHL         | 7 juillet 2006    |       |
| L     | Maison Sunder                                                            | Téléverser                                    | Woodstock (ville)     | 117, rue Green                    | 46.15304 -67.57554   | 5430  |         | LHL         | 27 juin 2005      |       |
| L     | Maison Tupper                                                            | Téléverser                                    | Woodstock (ville)     | 142, rue Connell                  | 46.15132 -67.57714   | 8542  |         | LHL         | 7 septembre 2005  |       |
| L     | Maison Winslow                                                           | Téléverser                                    | Woodstock (ville)     | 129, rue Union                    | 46.14387 -67.57793   | 8541  |         | LHL         | 7 août 2005       |       |
| F     | Manège militaire                                                         | Téléverser                                    | Woodstock (ville)     | Rue Chapel                        | à géolocaliser       | 4342  |         | ÉFP reconnu | 14 janvier 1991   |       |
| L     | Palais de justice du comté de Carleton                                   | Palais de justice du comté de Carleton        | Woodstock (ville)     | 689, rue Main                     | 46.15209 -67.57293   | 5427  |         | LHL         | 28 juin 2005      |       |
| L     | Parc Island                                                              | Téléverser                                    | Woodstock (ville)     | Île Woodstock                     | 46.14618 -67.56727   | 8540  |         | LHL         | 7 juillet 2006    |       |
| L     | Pharmacie Newnham et Slipp                                               | Téléverser                                    | Woodstock (ville)     | 604, rue Main                     | 46.14916 -67.57331   | 5425  |         | LHL         | 21 juin 2005      |       |
| L     | Prison du comté de Carleton                                              | Prison du comté de Carleton                   | Woodstock (ville)     | 108, rue Maple                    | 46.15214 -67.5734    | 5316  |         | LHL         | 28 juin 2005      |       |
| L     | Rue Cambridge                                                            | Téléverser                                    | Woodstock (ville)     | Rue Cambridge                     | 46.15801 -67.57588   | 8543  |         | LHL         | 7 juillet 2006    |       |
| L     | Salle de la loge no. 41 de l'Independent Order of Oddfellows de Carleton | Téléverser                                    | Woodstock (ville)     | 115, rue St. James                | 46.15641 -67.57579   | 8545  |         | LHL         | 7 juillet 2006    |       |
| L     | Site de l'émeute orangiste                                               | Téléverser                                    | Woodstock (ville)     | Rues Victoria et Boyne            | 46.15346 -67.57359   | 9883  |         | LHL         | 7 juillet 2006    |       |
| L     | Vieux cimetière méthodiste                                               | Téléverser                                    | Woodstock (ville)     | 100, rue Mountain                 | 46.14576 -67.57959   | 5429  |         | LHL         | 23 juin 2005      |       |